# Decennateri
Decennateri (Decennatherium) és un gènere extint de giràfid que visqué durant el Miocè tardà. Fou descrit primerament per Crusafont Pairo el 1952. Només se n'han trobat fòssils a Los Valles de Fuentiduenya, a Segovia, Espanya i al Jaciment de Batallones, a Torrejón de Velasco, Madrid, on es van trobar les restes que van permetre identificar l'espècie Decennatherium rex.